# Colpotrochia diabella
Colpotrochia diabella là một loài tò vò trong họ Ichneumonidae.